# Ivar Göthberg
Karl Ivar Göthberg, född den 14 december 1894 i Ransäters församling, Värmlands län, död den 7 maj 1975 i Stockholm, var en svensk militär.
Göthberg blev fänrik vid Jämtlands fältjägarregemente 1916, löjtnant där 1918 och kapten där 1931. Han befordrades till major där 1938, övergick som sådan till Livgrenadjärregementet 1939 och blev överstelöjtnant där 1941. Göthberg var chef för Infanteriets officersaspirantskola 1937–1939 och stabschef i hemvärnsstaben 1940–1945. Han befordrades till överste på reservstat 1945. Göthberg var generalsekreterare vid Centralförbundet Folk och Försvar 1945–1957 och verkställande ledamot av Riksförbundet för Sveriges försvar 1946–1962. Han var redaktör för tidskriften Hemvärnet 1946–1962, ledamot av hemvärnsrådet 1946–1958 och av beredskapsnämnden för psykologiskt försvar 1954–1959. Göthberg blev verkställande direktör i Petrus och Augusta Hedlunds stiftelse 1962. Han blev riddare av Svärdsorden 1937 och av Vasaorden 1942 samt kommendör av Svärdsorden 1955. Göthberg tilldelades Illis quorum i tolfte storleken 1963. Han vilar på Skogskyrkogården i Stockholm.